# La Vierge et l'Enfant avec l'Annonciation et la Nativité
 (octobre 2021).
Si vous disposez d'ouvrages ou d'articles de référence ou si vous connaissez des sites web de qualité traitant du thème abordé ici, merci de compléter l'article en donnant les références utiles à sa vérifiabilité et en les liant à la section « Notes et références ».
La Vierge et l'Enfant avec l'Annonciation et la Nativité est une peinture a tempera réalisée par un peintre siennois anonyme désigné par le nom de convention de « Maître de la Madone Goodhart ». Cette œuvre, datée du premier quart du XIVe siècle (sans doute vers 1310), est aujourd'hui conservée au Metropolitan Museum of Art à New York aux États-Unis.